# Rhachisaurus brachylepis
Rhachisaurus brachylepis — вид ящірок родини гімнофтальмових (Gymnophthalmidae). Ендемік Бразилії. Це єдиний представник монотипового роду Rhachisaurus.

## Поширення і екологія
Rhachisaurus brachylepis відомі з двох місцевостях, одна з яких розташована в горах Серра-ду-Сіпо в околицях Конгоньяс-ду-Норті в штаті Мінас-Жерайс, а друга — в горах Карахас в штаті Пара. Вони живуть серед скель.